# Anisozyga viridissima
Anisozyga viridissima là một loài bướm đêm trong họ Geometridae.